# De Havilland Heron
De Havilland DH.114 Heron — британский винтовой пассажирский самолёт для линий малой протяженности. Разработан и производился предприятием de Havilland с 1951 по 1963 г. Выпускался в нескольких модификациях. Общий выпуск составил 150 самолётов. Экспортировался более чем в 30 стран.

## Разработка. Конструкция самолёта

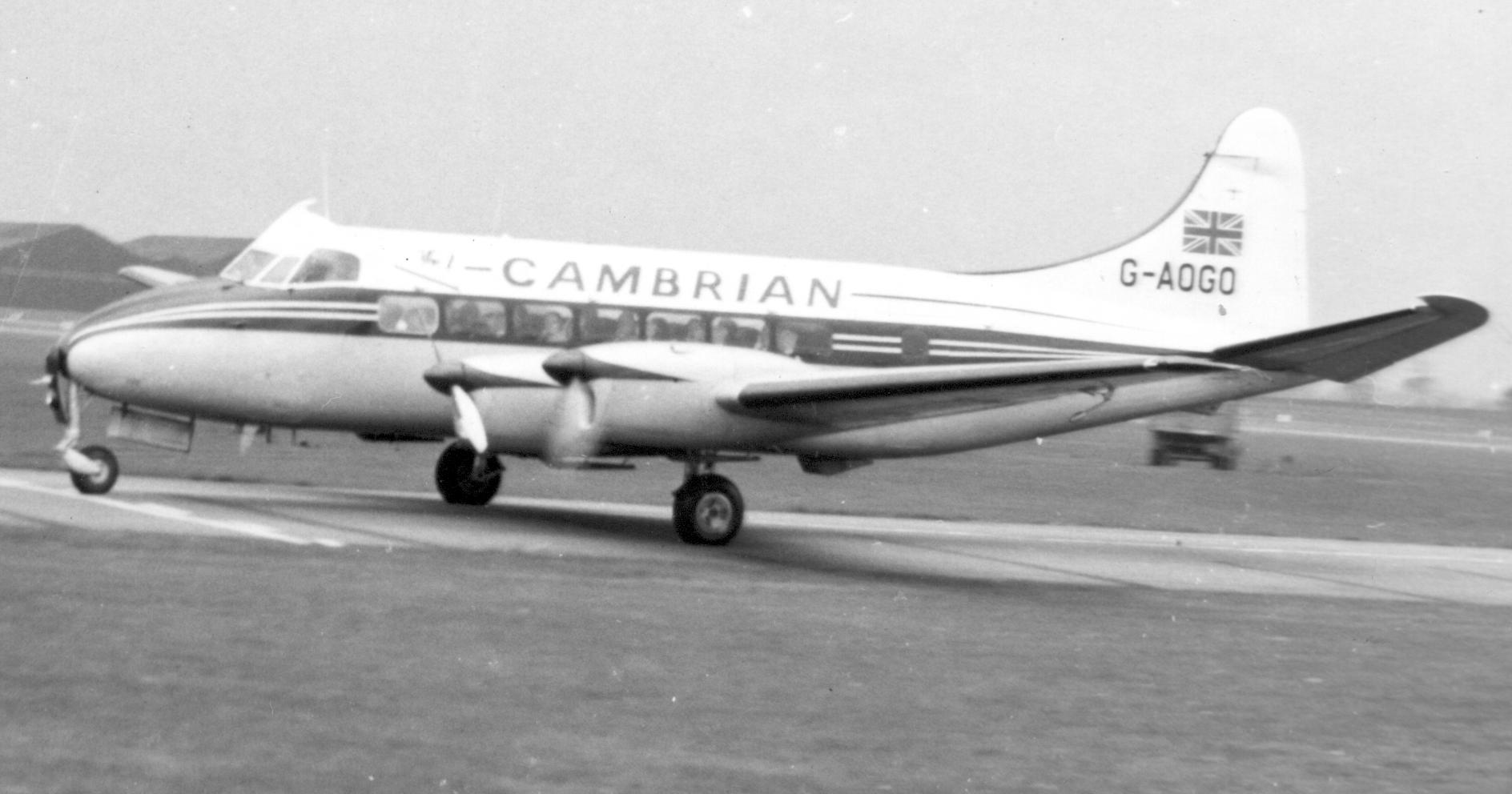
Heron 2 авиакомпании Cambrian

Самолёт был разработан на основе предыдущей модели Dove и представлял собой его увеличенную четырёхмоторную версию. Машина предназначалась в первую очередь для небольших местных аэропортов и линий малой протяженности. Конструкция самолёта — цельнометаллический моноплан с низким расположением крыла и трёхстоечным шасси. Первый полёт выполнен в мае 1950 г. Модели первой производственной серии (Series 1A, 51 самолёт) оснащались неубирающимся шасси, следующая серия (Series 2 с модификациями 2A −2Е) — убирающимся шасси. Несколько компаний производили модификацию типовых вариантов самолёта (в основном — установку более мощных двигателей). Так, компания Riley Aircraft Corporation устанавливала на самолёт двигатели Lycoming IO-540, а канадская компания Saunders Aircraft Company заменила двигатели на турбовинтовые, разработав на основе типового Heron увеличенную модификацию Saunders ST-27 (выпущено 12 машин). Японское предприятие Shin Meiwa выпустило модификацию Tawron  — также с другими двигателями.

## Эксплуатация
Кроме Великобритании, самолёт (в гражданском и военно-транспортном вариантах) эксплуатировался в Австралии, Бельгии, Бахрейне, Дании, Индии, Индонезии, Италии, Ираке, Иордании, Кувейте, Норвегии, Швеции, США, Таиланде, Турции, Франции, ФРГ, Японии и ряде других стран.

## Летно-технические характеристики (Heron 2D)
- Экипаж: 2
- Пассажировместимость: 14
- Длина: 14.79 м
- Размах крыла: 21.80 м
- Высота: 4.75 м
- Максимальный взлетный вес: 6,136 кг
- Силовая установка: 4 × ПД de Havilland Gipsy Queen 30 Mk.2, 6-цилиндровый рядный воздушного охлаждения, мощность 250 л.с. каждый
- Крейсерская скорость: 295 км/ч
- Дальность: 1,473 км
- Практический потолок: 5,600 м

## Аварии и катастрофы
По состоянию на 24 июля 2020 года в различных авариях и катастрофах было потеряно 40 самолётов De Havilland Heron. При этом погибли 160 человек. 